# Coiba-Samtfledermaus

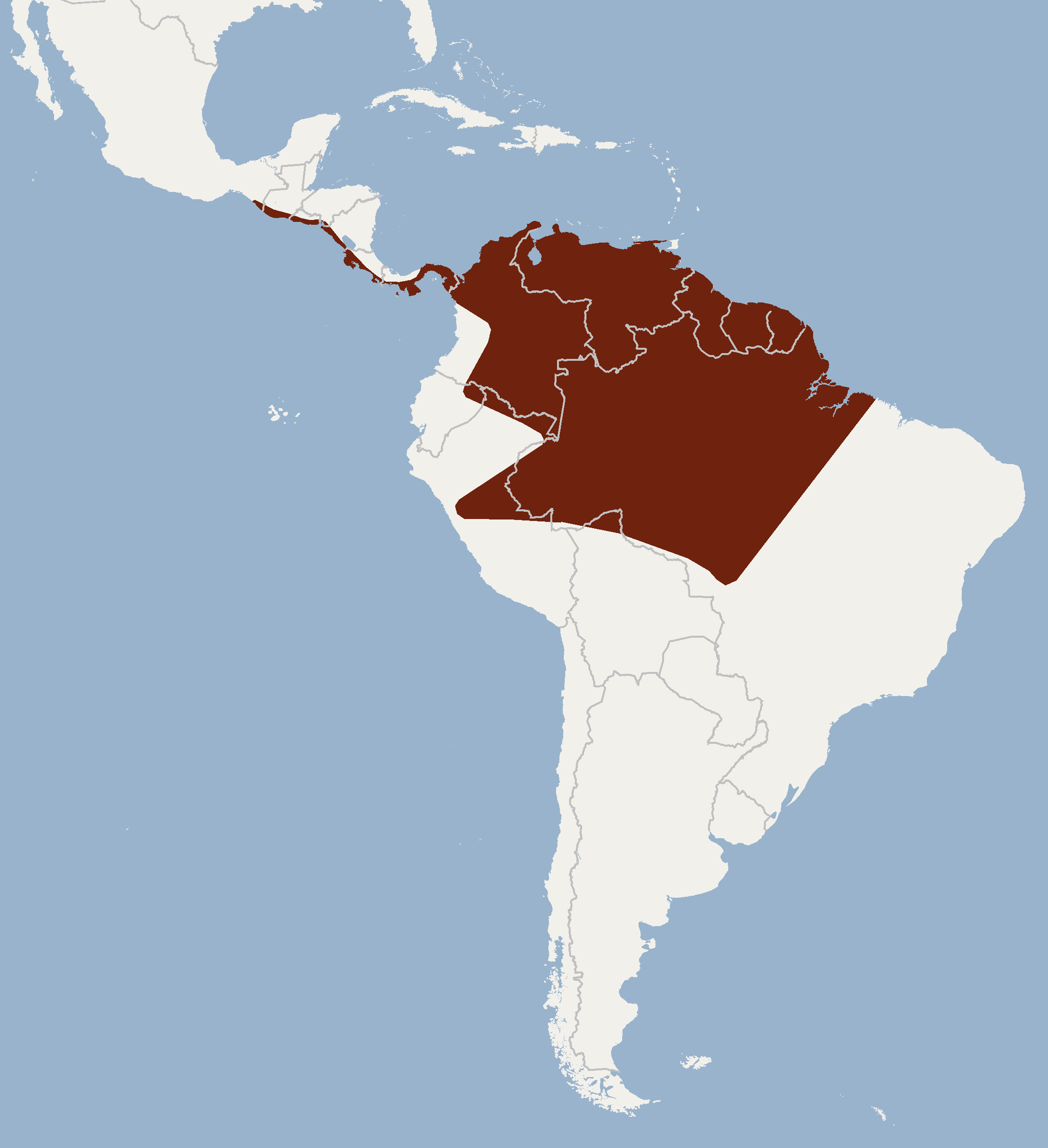
Verbreitungsgebiet der Coiba-Samtfledermaus

Die Coiba-Samtfledermaus (Molossus coibensis) ist ein in Mittel- und Südamerika verbreitetes Fledertier in der Gattung der Samtfledermäuse. Der Name bezieht sich auf den Fundort des Typusexemplars auf der Insel Coiba in Panama. Die Population zählte zeitweilig als Synonym der Großen Samtfledermaus (Molossus molossus).

## Merkmale
Die Art ist ohne Schwanz 52 bis 64 mm lang, die Schwanzlänge beträgt 28 bis 37 mm und das Gewicht liegt bei 10 bis 16 g. Es sind 9 bis 11 mm lange Hinterfüße und 13 bis 15 mm lange Ohren vorhanden. Die Länge der Haare wird auf der Oberseite von 2–3 mm an den Schultern bis 8–10 mm am Hinterteil größer. Sie sind an den Wurzeln weiß und an den Spitzen dunkelbraun bis schwarz, was ein schwarzbraunes Aussehen hervorruft. Unterseits kommt leicht helleres Fell vor. Die Coiba-Samtfledermaus hat schwarze Flughäute, schwarze Ohren und eine schwarze Schnauze.

## Verbreitung und Lebensweise
Diese Fledermaus erreicht den Süden des Bundesstaates Chiapas in Mexiko und kommt weiter über das westliche Mittelamerika, Kolumbien und Venezuela bis nach Ecuador und Peru östlich der Anden sowie bis ins zentrale Brasilien vor. Die Art lebt im Flachland und in Gebirgen bis 1300 Meter Höhe. Sie hält sich in trockenen und feuchten Wäldern auf und besucht offene Landschaften sowie menschliche Siedlungen.
Die Coiba-Samtfledermaus jagt Insekten im Flug. Weitere Aspekte des Verhaltens sind nicht bekannt.

## Gefährdung
Die IUCN listet die Art als nicht gefährdet (least concern) aufgrund fehlender Bedrohungen.